# آندورا لا ولا
آندورا لا ولا (به کاتالان: Andorra la Vella) پایتخت کشور آندورا است.
این شهر که ۳۰ کیلومتر مربع مساحت دارد در سال ۲۰۱۴ میلادی ۲۲٫۶۱۵ نفر جمعیت داشته‌است.

## شهرهای خواهر خوانده
شهرهای زیر با آندورا لاولا به عنوان شهر خواهر خوانده محسوب می‌شوند.
| - مادرید، اسپانیا - آسونسیون، پاراگوئه - بوگوتا، کلمبیا - بوئنوس آیرس، آرژانتین - کاراکاس، ونزوئلا - گواتمالاسیتی، گواتمالا - هاوانا، کوبا - کیتو، اکوادور | - لاپاز، بولیوی - لیسبون، پرتغال - ماناگوآ، نیکاراگوئه - مکزیکو سیتی، مکزیک - مونته‌ویدئو، اروگوئه - پاناماسیتی، پاناما - ریودو ژانیرو، برزیل - سان خوزه، کاستاریکا | - سان خوآن، پورتو ریکو - سان سالوادور، ال‌سالوادور - سانتیاگو، شیلی - سانتو دومینگو، جمهوری دومینیکن - تگوسیگالپا، هندوراس - سنت پول ده مار، اسپانیا - والس، اسپانیا |

## نگارخانه

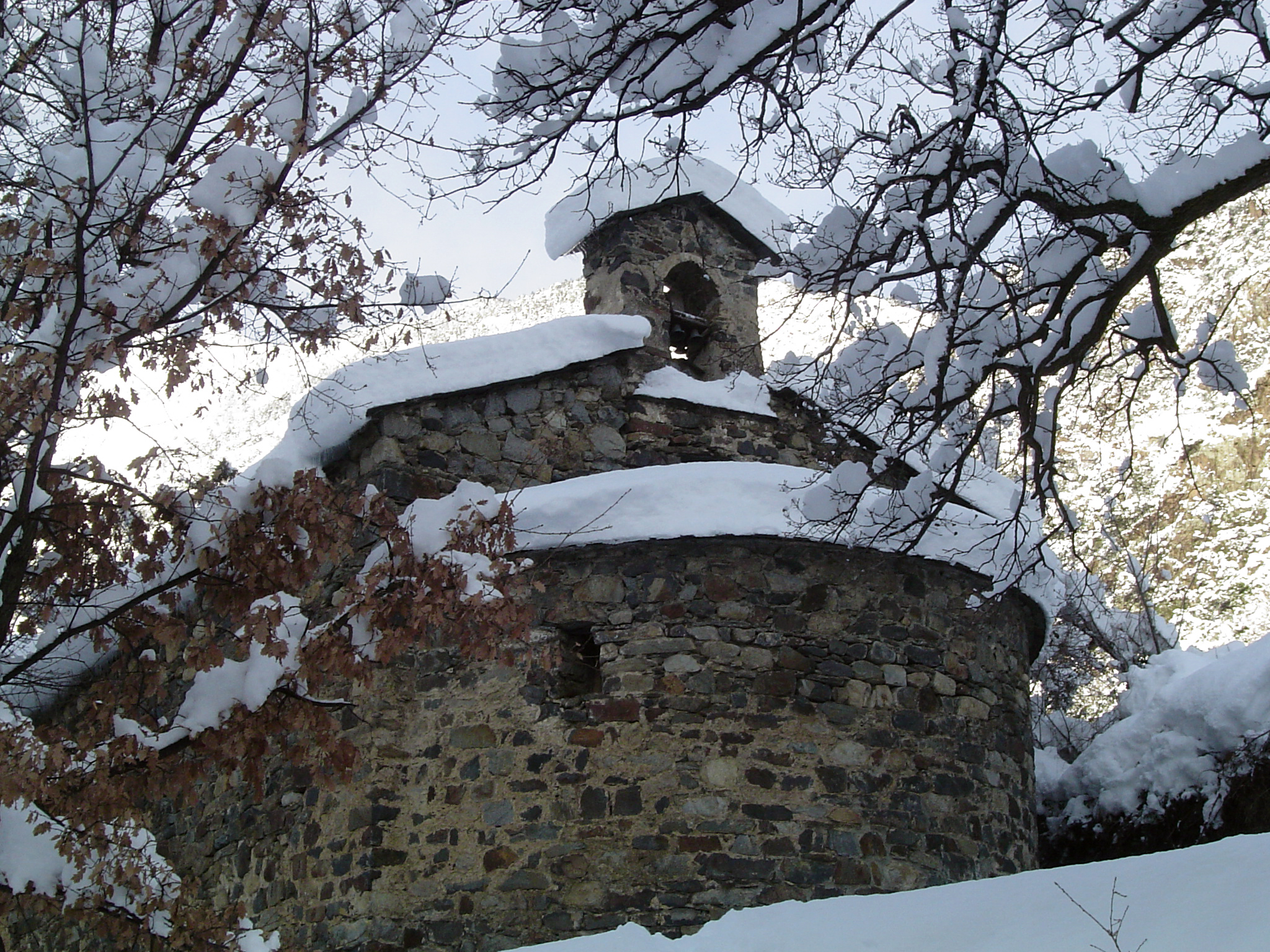
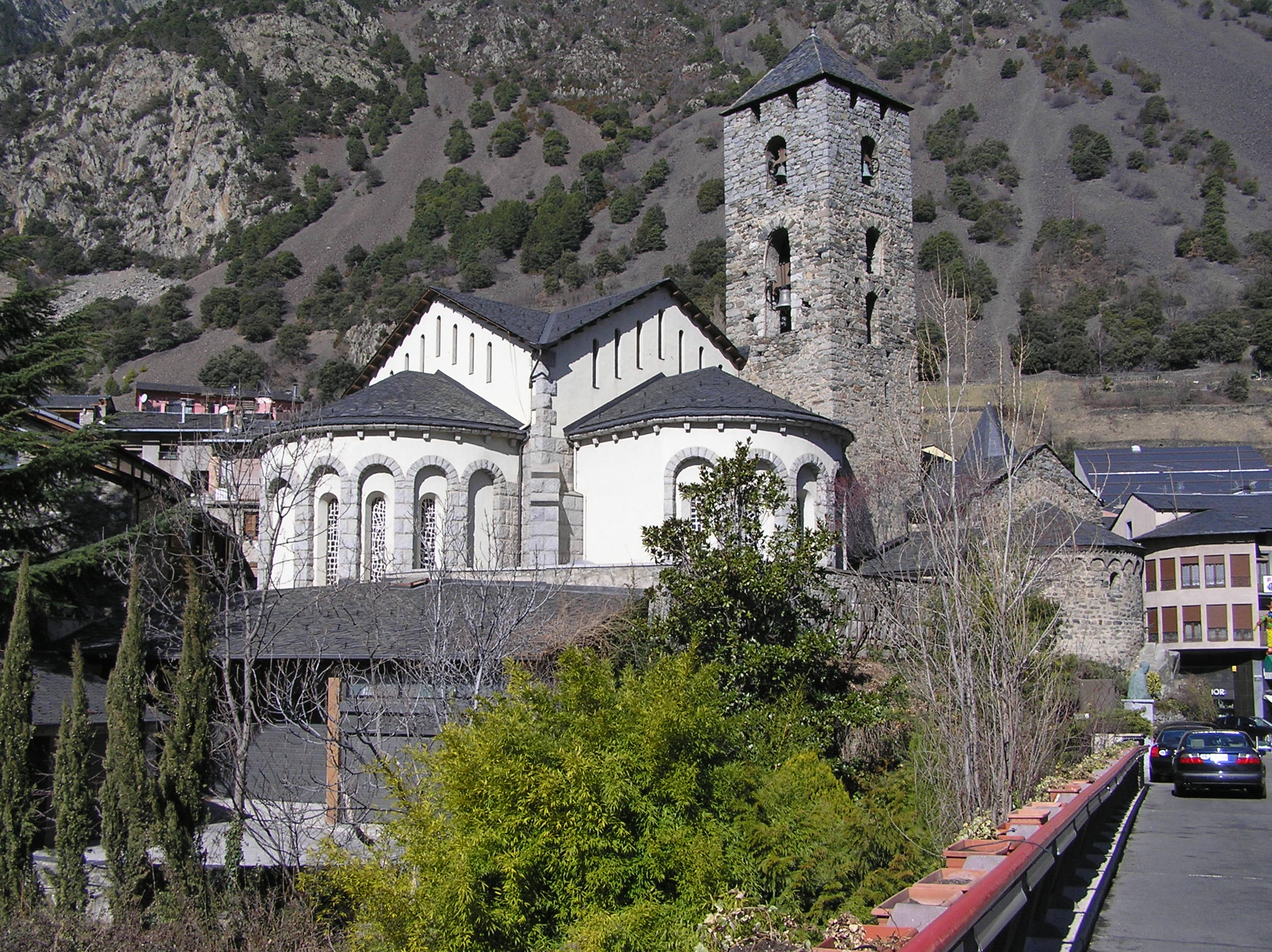
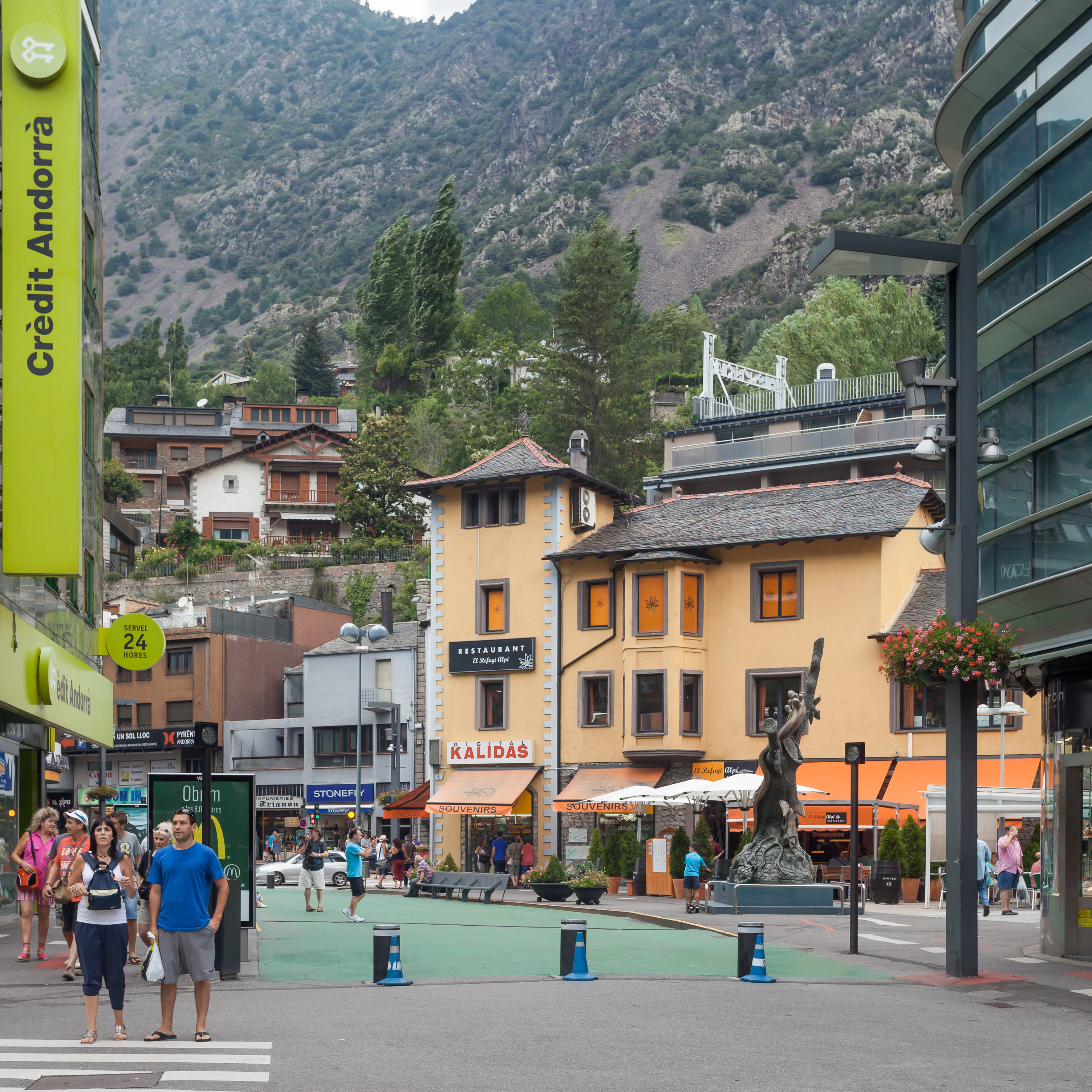
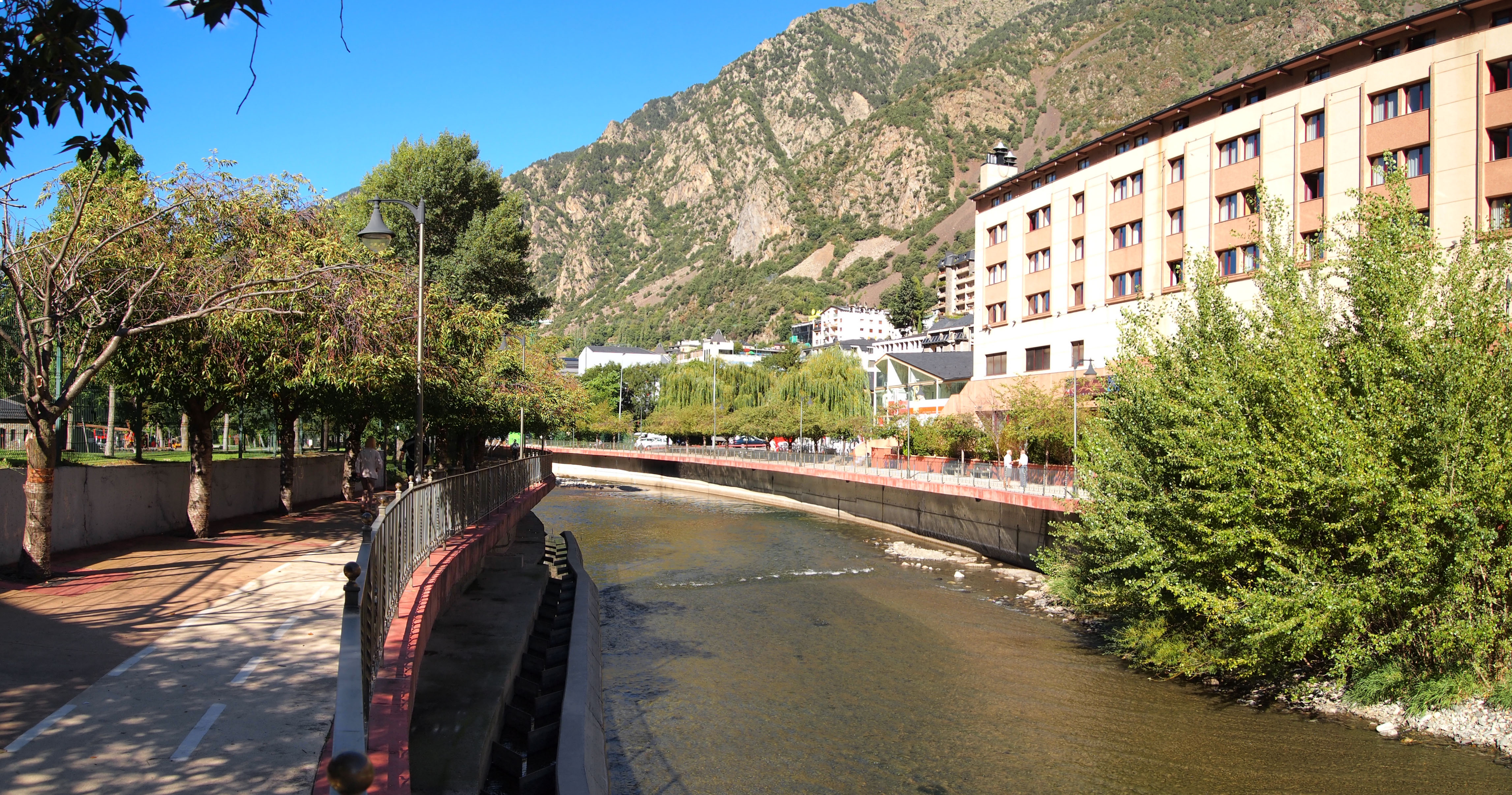